# Lisa P. Jackson
Lisa Perez Jackson (Filadelfia, 8 febbraio 1962) è una politica e ingegnere statunitense, Amministratore dell'Environmental Protection Agency dal 2009 al 2013.
La Jackson è la prima persona afroamericana a ricoprire questa carica, nonché la quarta donna e la seconda proveniente dal New Jersey.

## Biografia
La Jackson venne adottata qualche settimana dopo la sua nascita e crebbe in un quartiere di New Orleans popolato prevalentemente da afroamericani. Si diplomò come valedictorian e si laureò summa cum laude con un bachelor in ingegneria chimica.
Nel 1986 cominciò a lavorare per l'EPA, dapprima nella sede di Washington e poi in quella di New York.
Nel 2006 la Jackson entrò a far parte dello staff del Governatore del New Jersey Jon Corzine, fino a divenirne capo nel dicembre 2008. Tuttavia, qualche giorno dopo fu costretta a rassegnare le dimissioni per via del nuovo incarico affidatole dal Presidente Obama.